# Podoces pleskei
La ghiandaia terragnola dell'Iran, o podoce di Pleske (Podoces pleskei Zarudny, 1896), è un uccello passeriforme della famiglia dei Corvidi.

## Etimologia
Il nome scientifico della specie, pleskei, rappresenta un omaggio allo zoologo russo Fedor Pleske.

## Descrizione

### Dimensioni
Misura 24 cm di lunghezza, per un peso di 85-90 g.

### Aspetto
Si tratta di uccelli dall'aspetto massiccio, con grossa testa arrotondata, becco robusto e appuntito, lungo e lievemente ricurvo verso il basso, ali arrotondate, coda di media lunghezza e dall'estremità squadrata, e zampe forti e allungate.
Il piumaggio è bruno-arancio su gran parte del corpo, schiarendosi nel grigio-biancastro su sopracciglio, faccia, mento e sottocoda. Sulla gola è presente una macchia romboidale nera, e una sottile area nera si estende fra i lati del becco e l'occhio. Ali e coda sono nere, con la punta delle copritrici e delle remiganti orlata di bianco, a formare due evidenti specchi alari.
Il becco è nerastro, le zampe sono grigio-bluastre e gli occhi sono di colore bruno scuro.

## Biologia
La ghiandaia terragnola dell'Iran è un uccello diurno, che vive in coppie o in gruppetti familiari (composti da una coppia riproduttrice e dai giovani delle covate precedenti), trascorrendo la maggior parte del tempo alla ricerca di cibo al suolo. Al calare del sole si rifugia sotto un cespuglio o fra i rami bassi di un albero, per proteggersi dai predatori e dalle intemperie.
I richiami sono fischianti, prolungati, piuttosto acuti e udibili anche a grande distanza.

### Alimentazione
La specie ha dieta onnivora, dominata numericamente dai coleotteri (soprattutto curculionidi) e dalle loro larve, ma comprende anche una grande varietà di insetti e piccoli invertebrati, semi, granaglie, bacche e, occasionalmente, piccoli vertebrati.

### Riproduzione
È una specie monogama, le cui coppie rimangono unite nel tempo, anche al di fuori della stagione riproduttiva. Si riproduce una volta all'anno, fra marzo e maggio.
Il nido, a forma di coppa, viene costruito da entrambi i partner nei pressi del suolo, su un cespuglio: la parte esterna è formata da rametti spinosi, mentre l'interno è foderato con fili d'erba e pelame. La cova è a carico della femmina, mentre il maschio provvede a nutrirla durante l'incubazione e a sorvegliare i dintorni. L'allevamento della prole è invece compito di entrambi i genitori.

## Distribuzione e habitat
Come suggerisce il nome comune, la ghiandaia terragnola dell'Iran è endemica dell'Iran, dove occupa la parte orientale del paese, dal centro del Semnan fino all'Hormozgan centro-settentrionale e al Belucistan occidentale. Alcuni avvistamenti in Afghanistan occidentale e Pakistan sud-occidentale fanno pensare che la specie possa estendersi anche a queste aree limitrofe.
L'habitat è rappresentato da aree desertiche sabbiose, con presenza isolata di cespugli di zigofillacee e artemisia.